# Peridroma sciera
Peridroma sciera är en fjärilsart som beskrevs av Chen. Peridroma sciera ingår i släktet Peridroma och familjen nattflyn. Inga underarter finns listade i Catalogue of Life.